# 扎普里皮亞季
51°50′8″N 24°48′52″E / 51.83556°N 24.81444°E
扎普里皮亞季（烏克蘭語：Заприп'ять），是烏克蘭的村落，位於該國西部沃倫州，由科韋利區負責管轄，面積0.66平方公里，海拔高度151米，2001年人口114，人口密度每平方公里171.95人。